# Conflent Mitjà
El Conflent Mitjà és una subcomarca natural situada al centre del Conflent, al voltant de Vilafranca de Conflent, incloent-hi valls de Fillols, de Cornellà de Conflent i Vernet, de Fullà i Saorra i els pobles d'Aituà i Escaró. Se situa entre les Garrotxes al nord, l'Alt Conflent a l'oest i el Baix Conflent a l'est. Segons el GREC, el Conflent Mitjà és una zona de transició entre la conca del riu Tet, a Prada, i la vall de Tet, molt més estreta i on es forma múltiples gorges. Vilafranca de Conflent conforma el límit oriental (atès que segons la mateixa font Rià i Cirac és al Baix Conflent), i Nyer n'és el municipi més occidental, el qual significa que Mentet, Pi, Serdinyà, Flaçà, Joncet, Jújols, Évol i Oleta són també pertanyents a la subcomarca. Al nord d'Évol rau Talau, el primer poble de les Garrotxes, segons la mateixa font.